# Quatre Columnes

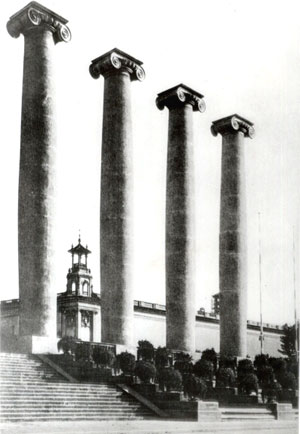
Die Quatre Columnes am Montjuïc in Barcelona

Les Quatre Columnes (katalanisch für „Die vier Säulen“, auf Spanisch: Las Cuatro Columnas) sind eine Gruppe von vier Ionischen Säulen am Fuße des Montjuïc in Barcelona. Sie wurden 1919 an der Stelle errichtet, an der heute unterhalb des Palau Nacional (Nationalpalast) der Brunnen Font Màgica (Magischer Brunnen) steht. 1928 wurden die Säulen abgerissen, 2010 wieder aufgebaut.

## Bedeutung und Abriss

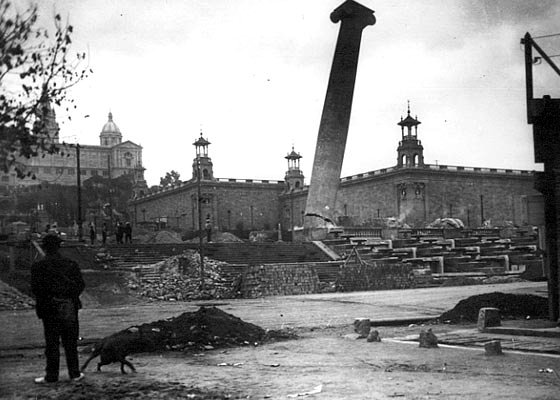
Abriss der Säulen 1928

Der Entwurf der Säulen stammt vom Architekten Josep Puig i Cadafalch, der seit 1917 auch Präsident der Mancomunitat war, des katalanischen Parlaments. Die Säulen bezogen sich auf die vier Balken der Flagge Kataloniens, der Senyera, und entwickelten sich zu einem Symbol des Katalanismus. Die ursprünglich geplanten Figuren auf den Säulen wurden von Puig i Cadafalch nicht realisiert.
Wegen dieser deutlichen Allegorie wurden die Säulen 1928 unter der Diktatur Primo de Riveras abgerissen. Primo de Rivera ließ systematisch alle öffentlichen Symbole des katalanischen Nationalismus entfernen, damit ihnen während der Weltausstellung in Barcelona 1929 keine Bedeutung zuteilwerde. Wo zuvor beim Blick auf den Montjuïc die Quatre Columnes die Aufmerksamkeit erregten, entstand als Abschluss der Hauptachse des Ausstellungsgeländes der gewaltige Brunnen Font Màgica, dessen Wasserspiele am Abend farbig beleuchtet werden.
Aus propagandistischen Gründen wurde auch das ursprünglich als Iberona geplante Ausstellungsdorf in Pueblo Español (spanisches Dorf) umbenannt.

## Wiederaufbau

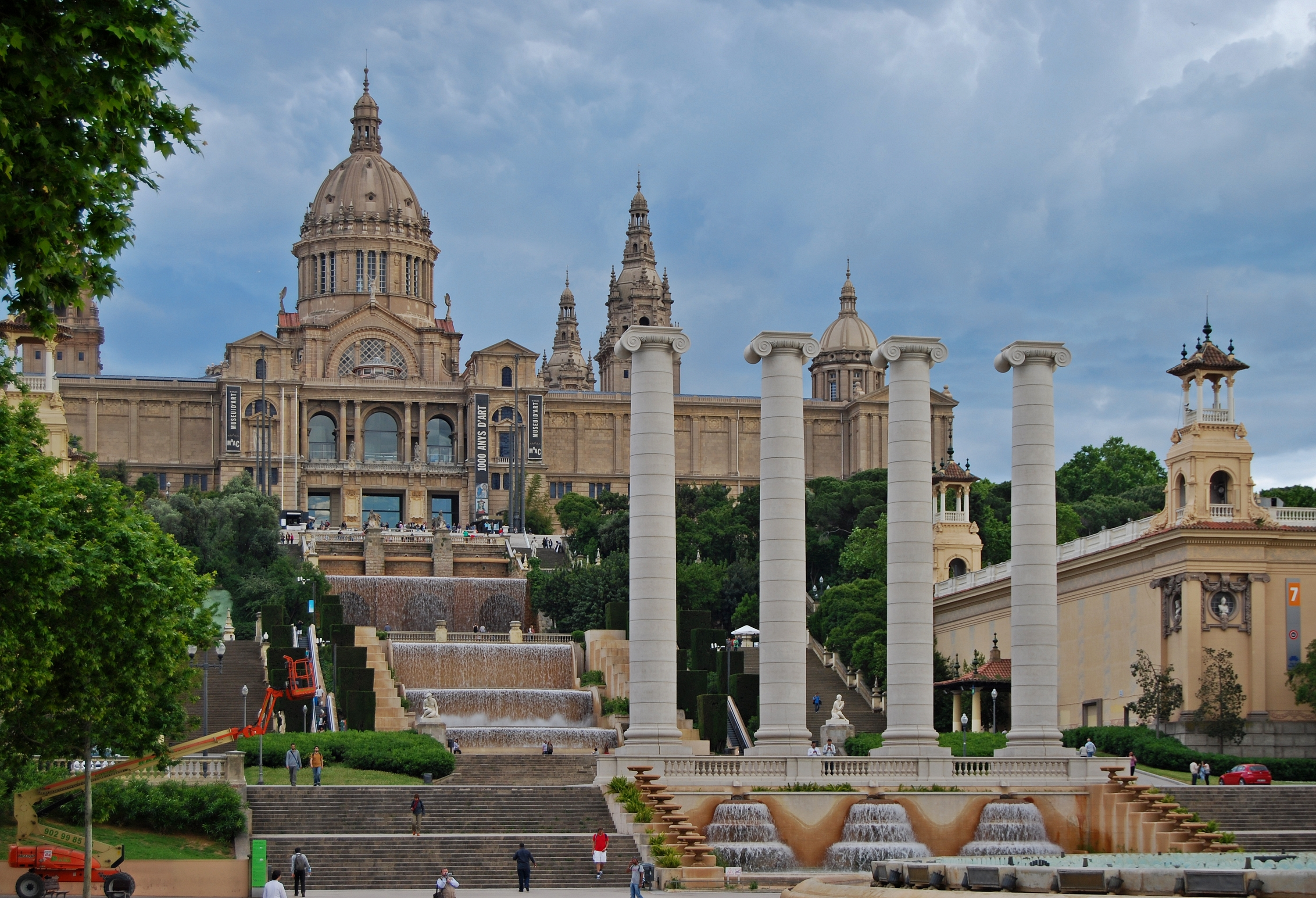
Die wiedererrichteten Säulen unterhalb des Palau Nacional (2013)

1994 beschloss die Stadtverwaltung, die Säulen wieder zu errichten. Der Beschluss wurde jedoch nicht umgesetzt. Daraufhin startete die Xarxa d’entitats cíviques i ciutadanes dels Països Catalans, ein Netzwerk von rund 80 Bürgerinitiativen, 2003 eine Kampagne zur Wiederherstellung des Werks von Puig i Cadafalch. Die Forderungen der Initiative wurden vom katalanischen Parlament unterstützt. Am 27. Juni 2008 beschloss die Stadt erneut den Wiederaufbau der Säulen an ursprünglicher Stelle, Ende 2010 waren die Arbeiten abgeschlossen.

## Die Säulen der Universitat Autònoma de Barcelona

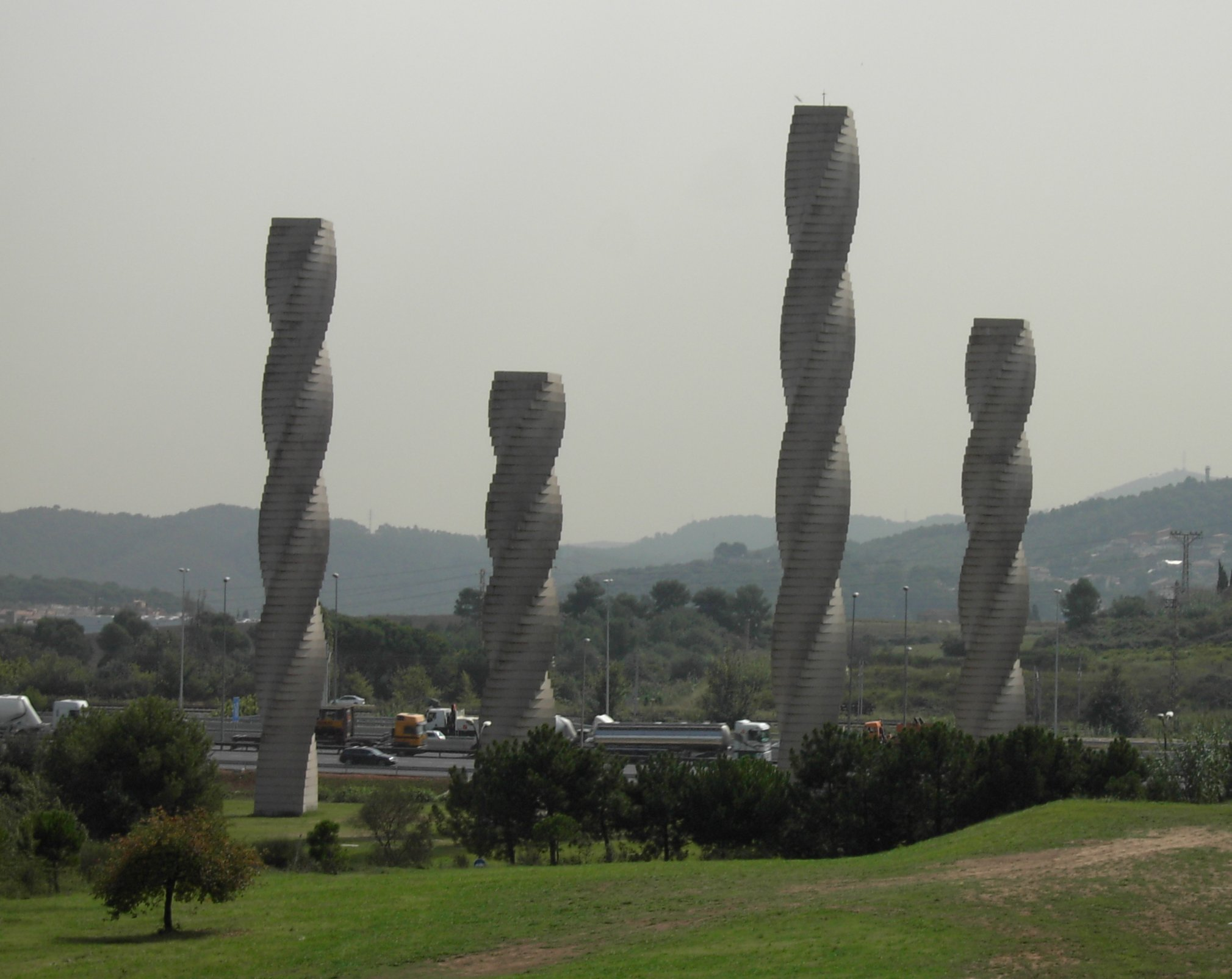
Die Säulen der Autonomen Universität (UAB)

1999 errichtete der Valencianische Künstler Andreu Alfaro vier Säulen auf dem Campus der Autonomen Universität von Barcelona in Bellaterra. Sie haben sich zum Wahrzeichen der Universität entwickelt und werden als Reminiszenz an die Quatre Columnes betrachtet.